# إنتاج فكري
الإنتاج الفكري هو مصطلح يرادف مصطلح نسبة الذكاء (بالإنجليزية: iq)‏ التي لديك، ويمكن أن يكون الشخص ذو نسبة ذكاء مرتفعة أو غير كذلك.

## مفهوم سياسي
الإنتاج الفكري أو الإشماع الفكري،
هو مصطلح مكون من كلمتين إنتاج والتي تعني تبادل، فكري وتعني فكر وثقافة الإنسان، أي تبادل الثقافات بين شتى البلدان والمدن والقارات في العالم، من البلدان التي لعبت بهذه الحركة أوروبا وإفريقيا وآسيا في بداية تأسيس الحضارة الإسلامية.

### تاريخ
مع إنتشار الدين الإسلامي في أوروبا وآسيا وإفريقيا، تمازجت ثقافات هذه القارات، وسمي في ما بعد بالإنتاج الفكري الإسلامي.

### مراكز الإنتاج الفكري الإسلامي
أدت الفتوحات الإسلامية إلى صعود رقعة الدين الإسلامي، في مناطق ممتدة من الخليج الفارسي (وسط الجزيرة العربية)، إلى المحيط الأطلنتي، مما أدى إلى تنوع مراكز الإنتاج الفكري منها الأندلس وفاس والقيروان وبغداد، كانت الطرق التجارية تعمل على ربط الصلة بين البلدان وتشجيعها على نشر الإنتاج الفكري.

### فوائد الإنتاج الفكري
تكمن فائدة الإنتاج الفكري في إكتشاف حضارات راقية مثل الحضارة الفارسية والهندية واليونانية، والتعرف على علوم مثل علم الفلك وعلم الفلسفة وعلم الطب وعلم الرياضيات، وظهر بين الغرب علماء إنبثقوا في عدة مجالات معرفة.

### نماذج
في العصر العباسي، ظهر مفكرون وعلماء في مختلف التخصصات (علمية، أدبية، فكرية إلى آخره) كانوا من أصول مختلفة، جمعتهم الديانة الإسلامية، ووعى المسلمون في مجالات كثيرة منها الرياضيات (الخوارزمي)، طب (الرازي)، الجغرافيا (اليعقوبي)، علم الفلك (ابن الهيثم)، كما اهتمو بجميع أصناف الديانة الإسلامية مثل الفقه الإسلامي والقرآن والحديث.